# Prem'er-Liga 2021-2022
La Prem'er-Liga 2021-2022 è stata la trentesima edizione della massima serie del campionato russo di calcio dopo la dissoluzione dell'Unione Sovietica e la diciannovesima edizione sotto l'attuale denominazione, iniziata il 23 luglio 2021 e terminata il 21 maggio 2022. Lo Zenit San Pietroburgo, squadra campione in carica, si è riconfermato per la quarta volta consecutiva, l'ottava totale.

## Stagione

### Novità
Nella stagione 2020-2021 sono retrocesse in PFN Ligi Rotor e Tambov. Dalla PFN Ligi 2020-2021 sono stati promossi Kryl'ja Sovetov Samara, primo classificato, e Nižnij Novgorod, terzo classificato (la squadra seconda classificata, Orenburg, non ha ottenuto la licenza).

### Formula
Le sedici squadre partecipanti si affrontano in un girone all'italiana con partite di andata e ritorno per un totale di 30 giornate. La prima classificata al termine della stagione regolare è designata campione di Russia e ammessa alla fase a gironi della UEFA Champions League 2022-2023, mentre la squadra seconda classificata è ammessa al terzo turno di qualificazione. La squadra terza classificata viene ammessa al terzo turno di qualificazione della UEFA Europa Conference League 2022-2023, mentre la quarta viene ammessa al secondo turno di qualificazione. La squadra vincitrice della Coppa di Russia viene ammessa alla Fase a gironi della UEFA Europa League 2022-2023. Le ultime due classificate sono retrocesse in Pervenstvo Futbol'noj Nacional'noj Ligi, mentre tredicesima e quattordicesima classificate vengono ammesse agli spareggi promozione/retrocessione contro terza e quarta classificate della PFN Ligi per due posti in massima serie.

### Avvenimenti
Il 28 febbraio 2022, FIFA e UEFA sospendono le squadre russe da tutte le competizioni internazionali, fino a data da destinarsi, a causa dell'invasione russa dell'Ucraina.

Il 2 maggio 2022, la UEFA conferma l'esclusione delle squadre russe da tutte le competizioni europee della stagione 2022-23.

## Squadre partecipanti
| Club                   | Stagione | Città           | Stadio                 | Stagione precedente       |
| ---------------------- | -------- | --------------- | ---------------------- | ------------------------- |
| Achmat Groznyj         | dettagli | Groznyj         | Achmat-Arena           | 11º posto in Prem'er-Liga |
| Arsenal Tula           | dettagli | Tula            | Stadio Arsenal         | 14º posto in Prem'er-Liga |
| Chimki                 | dettagli | Chimki          | Arena Chimki           | 8º posto in Prem'er-Liga  |
| CSKA Mosca             | dettagli | Mosca           | Arena CSKA             | 6º posto in Prem'er-Liga  |
| Dinamo Mosca           | dettagli | Mosca           | VTB Arena              | 7º posto in Prem'er-Liga  |
| Krasnodar              | dettagli | Krasnodar       | Stadio FC Krasnodar    | 10º posto in Prem'er-Liga |
| Kryl'ja Sovetov Samara | dettagli | Samara          | Samara Arena           | 1º posto in PFN Ligi      |
| Lokomotiv Mosca        | dettagli | Mosca           | RŽD Arena              | 3º posto in Prem'er-Liga  |
| Nižnij Novgorod        | dettagli | Nižnij Novgorod | Stadio Nižnij Novgorod | 3º posto in PFN Ligi      |
| Rostov                 | dettagli | Rostov sul Don  | Rostov Arena           | 9º posto in Prem'er-Liga  |
| Rubin                  | dettagli | Kazan'          | Kazan Arena            | 4º posto in Prem'er-Liga  |
| Soči                   | dettagli | Soči            | Stadio Olimpico Fišt   | 5º posto in Prem'er-Liga  |
| Spartak Mosca          | dettagli | Mosca           | Otkrytie Arena         | 2º posto in Prem'er-Liga  |
| Ufa                    | dettagli | Ufa             | Stadio Neftjanik       | 13º posto in Prem'er-Liga |
| Ural                   | dettagli | Ekaterinburg    | Stadio Centrale        | 12º posto in Prem'er-Liga |
| Zenit San Pietroburgo  | dettagli | San Pietroburgo | Stadio San Pietroburgo | Campione di Russia        |

## Allenatori e primatisti
| Squadra                | Allenatore | Giocatore più presente                              | Capocannoniere                  |
| ---------------------- | --- | --------------------------------------------------- | ------------------------------- |
| Achmat Groznyj         | Andrej Talalaev                                                                                               | Vladislav Karapuzov (29)                            | Daniil Utkin (9)                |
| Arsenal Tula           | Dmytro Parf'onov (1ª-5ª) Miodrag Božović (6ª-30ª)                                                             | Danil Stepanov Evgenij Markov (28)                  | Kings Kangwa Evgenij Markov (4) |
| Chimki                 | Igor' Čerevčenko (1ª-18ª) Sergej Juran (19ª-30ª)                                                              | Il'ja Lantratov (30)                                | Denis Glušakov (11)             |
| CSKA Mosca             | Aleksej Berezuckij                                                                                            | Chidera Ejuke (30)                                  | Yusuf Yazıcı (8)                |
| Dinamo Mosca           | Sandro Schwarz                                                                                                | Konstantin Tjukavin (30)                            | Daniil Fomin (10)               |
| Krasnodar              | Viktar Hančarėnka (9ª-19ª) Daniel Farke (19ª) Aleksandr Storozuk (20ª-30ª)                                    | Matvej Safonov (27)                                 | Ėduard Spercjan (8)             |
| Kryl'ja Sovetov Samara | Igor' Osin'kin                                                                                                | Anton Zin'kovskij Roman Ežov (30)                   | Vladislav Sarveli (9)           |
| Lokomotiv Mosca        | Marko Nikolić(1ª-7ª) Dmitri Loskov (8ª) Markus Gisdol (9ª-19ª) Marvin Compper (20ª-23ª) Zaur Chapov (24ª-30ª) | Rifat Žemaletdinov (24)                             | Rifat Žemaletdinov (9)          |
| Nižnij Novgorod        | Aleksandr Keržakov                                                                                            | Nikolaj Kalinskij (29)                              | Nikolaj Kalinskij (8)           |
| Rostov                 | Valeri Karpin (1ª-2ª) Jurij Sëmin (3ª-9ª) Vitaly Kafanov (10ª-20ª) Valerij Karpin (21ª-30ª)                   | Danil Glebov (30)                                   | Dmitrij Poloz (14)              |
| Rubin Kazan'           | Leonid Sluckij                                                                                                | Jurij Djupin Soltmurad Bakaev (29)                  | Vital' Lisakovič (4)            |
| Soči                   | Vladimir Fedotov                                                                                              | Ibragim Callagov (30)                               | Mateo Cassierra (14)            |
| Spartak Mosca          | Rui Vitória (1ª-18ª) Paolo Vanoli (19ª-30ª)                                                                   | Georgij Džikija (28)                                | Aleksandr Sobolev (9)           |
| Ufa                    | Aleksej Stukalov                                                                                              | Konstantin Pliev Gamid Agalarov (30)                | Gamid Agalarov (19)             |
| Ural                   | Yuri Matveyev (1ª-3ª) Igor Shalimov (4ª-30ª)                                                                  | Andrej Egoryčev (29)                                | Eric Bicfalvi (10)              |
| Zenit San Pietroburgo  | Sergej Semak                                                                                                  | Aleksandr Erokhin Andrej Mostovoj Artëm Dzjuba (28) | Artëm Dzjuba (11)               |

## Classifica finale
|                   | Pos. | Squadra                | Pt | G  | V  | N  | P  | GF | GS | DR  |
| ----------------- | ---- | ---------------------- | -- | -- | -- | -- | -- | -- | -- | --- |
| Russia (bandiera) | 1.   | Zenit San Pietroburgo  | 65 | 30 | 19 | 8  | 3  | 66 | 28 | +38 |
|                   | 2.   | Soči                   | 56 | 30 | 17 | 5  | 8  | 54 | 30 | +24 |
|                   | 3.   | Dinamo Mosca           | 53 | 30 | 16 | 5  | 9  | 53 | 41 | +12 |
|                   | 4.   | Krasnodar              | 50 | 30 | 14 | 8  | 8  | 42 | 30 | +12 |
|                   | 5.   | CSKA Mosca             | 50 | 30 | 15 | 5  | 10 | 42 | 29 | +13 |
|                   | 6.   | Lokomotiv Mosca        | 48 | 30 | 13 | 9  | 8  | 43 | 39 | +4  |
|                   | 7.   | Achmat Groznyj         | 42 | 30 | 13 | 3  | 14 | 36 | 38 | -2  |
|                   | 8.   | Kryl'ja Sovetov Samara | 41 | 30 | 12 | 5  | 13 | 39 | 36 | +3  |
|                   | 9.   | Rostov                 | 38 | 30 | 10 | 8  | 12 | 47 | 51 | -4  |
|                   | 10.  | Spartak Mosca          | 38 | 30 | 10 | 8  | 12 | 37 | 41 | -4  |
|                   | 11.  | Nižnij Novgorod        | 33 | 30 | 8  | 9  | 13 | 26 | 39 | -13 |
|                   | 12.  | Ural                   | 33 | 30 | 8  | 9  | 13 | 27 | 35 | -8  |
|                   | 13.  | Chimki                 | 32 | 30 | 7  | 11 | 12 | 34 | 47 | -13 |
|                   | 14.  | Ufa                    | 30 | 30 | 6  | 12 | 12 | 29 | 40 | -11 |
|                   | 15.  | Rubin                  | 29 | 30 | 8  | 5  | 17 | 34 | 56 | -22 |
|                   | 16.  | Arsenal Tula           | 23 | 30 | 5  | 8  | 17 | 30 | 59 | -29 |

Legenda:
      Campione di Russia.
 Ammessa allo spareggio promozione-retrocessione.
      Retrocesse in Pervaja Liga 2022-2023.
Note:
Tre punti a vittoria, uno a pareggio, zero a sconfitta.
La classifica viene stilata secondo i seguenti criteri:
- Punti conquistati
- Punti conquistati negli scontri diretti
- Partite vinte negli scontri diretti
- Differenza reti negli scontri diretti
- Reti realizzate in trasferta negli scontri diretti
- Partite vinte
- Differenza reti generale
- Reti totali realizzate
- Reti totali realizzate in trasferta

## Risultati

### Tabellone
|                        | AGr  | ArT  | Chi  | CSK  | Din  | Kra  | KSS  | Lok  | NNo  | Ros  | Rub  | Soč  | Spa  | Ufa  | Ura  | Zen  |
| ---------------------- | ---- | ---- | ---- | ---- | ---- | ---- | ---- | ---- | ---- | ---- | ---- | ---- | ---- | ---- | ---- | ---- |
| Achmat Groznyj         | –––– | 2-1  | 4-1  | 2-0  | 2-1  | 0-2  | 1-0  | 2-3  | 3-1  | 2-0  | 1-2  | 1-2  | 0-1  | 2-1  | 1-0  | 0-2  |
| Arsenal Tula           | 0-0  | –––– | 0-0  | 2-2  | 1-4  | 1-1  | 2-1  | 3-1  | 2-2  | 1-2  | 0-3  | 1-2  | 1-1  | 0-0  | 1-2  | 2-1  |
| Chimki                 | 2-0  | 1-2  | –––– | 4-2  | 0-3  | 3-3  | 4-1  | 0-0  | 1-1  | 1-1  | 1-1  | 0-0  | 2-1  | 1-1  | 0-0  | 1-3  |
| CSKA Mosca             | 2-0  | 2-0  | 0-0  | –––– | 1-0  | 0-0  | 3-1  | 1-2  | 1-0  | 4-0  | 6-1  | 0-1  | 1-0  | 1-0  | 2-2  | 0-2  |
| Dinamo Mosca           | 2-0  | 5-1  | 4-1  | 2-1  | –––– | 1-0  | 0-1  | 1-1  | 1-2  | 1-1  | 2-0  | 1-5  | 0-2  | 2-0  | 2-3  | 1-1  |
| Krasnodar              | 1-1  | 3-2  | 0-1  | 1-0  | 0-1  | –––– | 0-1  | 1-0  | 0-0  | 2-1  | 2-0  | 3-0  | 2-1  | 1-1  | 2-1  | 1-3  |
| Kryl'ja Sovetov Samara | 1-2  | 2-2  | 3-0  | 0-1  | 5-2  | 2-0  | –––– | 0-1  | 2-0  | 4-2  | 2-0  | 1-0  | 0-1  | 1-2  | 1-1  | 1-1  |
| Lokomotiv Mosca        | 1-2  | 3-1  | 3-2  | 1-2  | 3-3  | 2-1  | 2-0  | –––– | 2-1  | 1-2  | 1-0  | 2-1  | 1-0  | 2-0  | 0-1  | 1-1  |
| Nižnij Novgorod        | 0-1  | 2-3  | 0-0  | 0-2  | 0-1  | 1-4  | 0-0  | 1-2  | –––– | 1-2  | 2-1  | 1-0  | 1-1  | 1-2  | 1-0  | 1-0  |
| Rostov                 | 1-2  | 4-0  | 2-1  | 1-3  | 0-2  | 1-1  | 1-0  | 4-1  | 1-2  | –––– | 5-1  | 0-1  | 3-2  | 2-2  | 1-4  | 2-4  |
| Rubin Kazan'           | 2-1  | 1-0  | 2-3  | 1-0  | 2-3  | 0-1  | 1-1  | 2-2  | 0-1  | 1-2  | –––– | 0-6  | 1-0  | 1-2  | 4-0  | 1-3  |
| Soči                   | 3-2  | 2-0  | 3-0  | 4-1  | 0-1  | 1-2  | 2-3  | 2-2  | 0-0  | 3-2  | 1-2  | –––– | 3-0  | 3-1  | 2-0  | 0-0  |
| Spartak Mosca          | 2-1  | 3-0  | 3-1  | 0-2  | 2-2  | 1-2  | 2-1  | 1-1  | 1-2  | 1-1  | 1-1  | 1-2  | –––– | 2-0  | 1-0  | 1-1  |
| Ufa                    | 1-0  | 2-1  | 3-2  | 1-1  | 2-3  | 1-1  | 1-2  | 1-1  | 0-0  | 0-0  | 1-1  | 1-2  | 1-1  | –––– | 0-1  | 1-1  |
| Ural                   | 0-0  | 2-0  | 0-1  | 0-1  | 0-1  | 0-3  | 0-1  | 0-0  | 1-1  | 1-1  | 3-0  | 1-1  | 1-3  | 2-1  | –––– | 0-0  |
| Zenit S. Pietroburgo   | 3-1  | 3-0  | 1-0  | 1-0  | 4-1  | 3-2  | 2-1  | 3-1  | 5-1  | 2-2  | 3-2  | 1-2  | 7-1  | 2-0  | 3-1  | –––– |

## Spareggio promozione-retrocessione
|                | Risultati |                | Luogo e data               |
| -------------- | --------- | -------------- | -------------------------- |
| SKA-Chabarovsk | 1 - 0     | Chimki         | Chabarovsk, 25 maggio 2022 |
| Chimki         | 3 - 0     | SKA-Chabarovsk | Chimki, 28 maggio 2022     |
|                |           |                |                            |
| Orenburg       | 2 - 2     | Ufa            | Orenburg, 25 maggio 2022   |
| Ufa            | 1 - 2     | Orenburg       | Ufa, 28 maggio 2022        |
|                |           |                |                            |

## Statistiche

### Capoliste solitarie
|    | —— | —— | —— | ——  | ——                    | ——                    | ——                    | ——                    | ——                    | ——                    | ——                    | ——                    | ——                    | ——                    | ——                    | ——                    | ——                    | ——                    | ——                    | ——                    | ——                    | ——                    | ——                    | ——                    | ——                    | ——                    | ——                    | ——                    | ——                    | —— |  |
|    |    |    |    | Din | Zenit San Pietroburgo | Zenit San Pietroburgo | Zenit San Pietroburgo | Zenit San Pietroburgo | Zenit San Pietroburgo | Zenit San Pietroburgo | Zenit San Pietroburgo | Zenit San Pietroburgo | Zenit San Pietroburgo | Zenit San Pietroburgo | Zenit San Pietroburgo | Zenit San Pietroburgo | Zenit San Pietroburgo | Zenit San Pietroburgo | Zenit San Pietroburgo | Zenit San Pietroburgo | Zenit San Pietroburgo | Zenit San Pietroburgo | Zenit San Pietroburgo | Zenit San Pietroburgo | Zenit San Pietroburgo | Zenit San Pietroburgo | Zenit San Pietroburgo | Zenit San Pietroburgo | Zenit San Pietroburgo |    |  |
|    |    |    |    |     |                       |                       |                       |                       |                       |                       |                       |                       |                       |                       |                       |                       |                       |                       |                       |                       |                       |                       |                       |                       |                       |                       |                       |                       |                       |    |  |
|    |    |    |    |     |                       |                       |                       |                       |                       |                       |                       |                       |                       |                       |                       |                       |                       |                       |                       |                       |                       |                       |                       |                       |                       |                       |                       |                       |                       |    |  |
| 1ª | 2ª | 3ª | 4ª | 5ª  | 6ª                    | 7ª                    | 8ª                    | 9ª                    | 10ª                   | 11ª                   | 12ª                   | 13ª                   | 14ª                   | 15ª                   | 16ª                   | 17ª                   | 18ª                   | 19ª                   | 20ª                   | 21ª                   | 22ª                   | 23ª                   | 24ª                   | 25ª                   | 26ª                   | 27ª                   | 28ª                   | 29ª                   | 30ª                   |    |  |

### Classifica marcatori
| Gol |  |  | Giocatore          | Squadra                                     |
| --- |  |  | ------------------ | ------------------------------------------- |
| 19  |  |  | Gamid Agalarov     | Ufa                                         |
| 14  |  |  | Mateo Cassierra    | Sochi                                       |
| 14  |  |  | Dmitrij Poloz      | Rostov                                      |
| 12  |  |  | Fëdor Smolov       | Dinamo Mosca Lokomotiv Mosca                |
| 11  |  |  | Artëm Dzjuba       | Zenit San Pietroburgo                       |
| 10  |  |  | Eric Bicfalvi      | Ural                                        |
| 10  |  |  | Ivan Sergeev       | Krylia Sovetov Samara Zenit San Pietroburgo |
| 10  |  |  | Denis Glushakov    | Chimki                                      |
| 10  |  |  | Daniil Fomin       | Dinamo Mosca                                |
| 9   |  |  | Rifat Žemaletdinov | Lokomotiv Mosca                             |
| 9   |  |  | Vladislav Sarveli  | Krylia Sovetov Samara                       |
| 9   |  |  | Daniil Utkin       | Achmat Groznyj                              |
| 9   |  |  | Aleksandr Sobolev  | Spartak Mosca                               |